# غازوجين

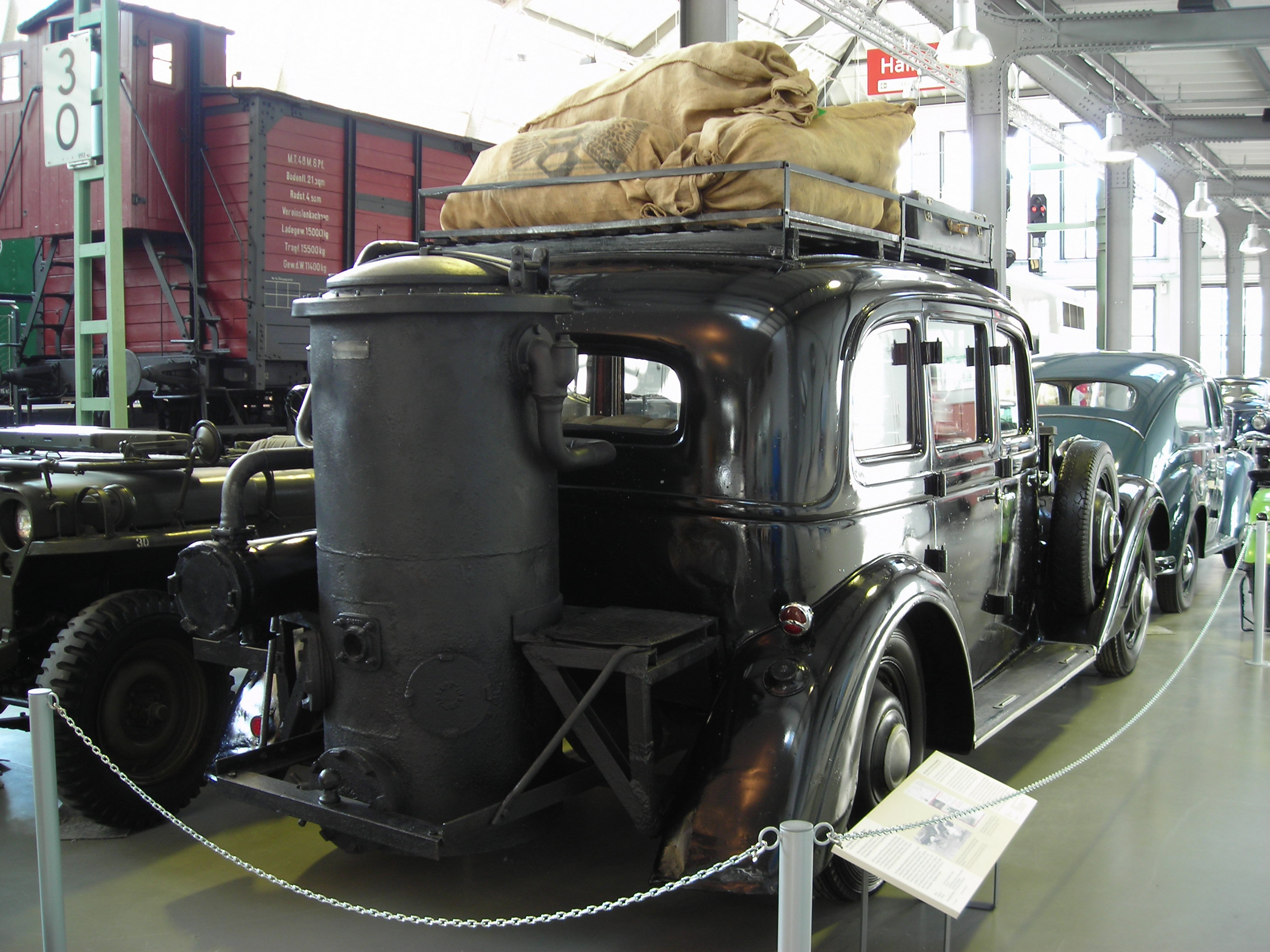

الغازوجين هو جهاز ناري وقودي يمكنه إنتاج غاز وقودي من المواد الصلبة والمتقدة مثل الخشب (غاز الخشب) أو الفحم الخشبي أو الفحم الحجري أو الأنتراسيت والذي يمكن من ايقاد مصابيح أو مواقد أو تسخين سخانات أو تسيير محركات خاصة تعرف بالمحركات ذات الغاز الفقير
ان المصطلح يتكوم من مقطعين: غاز وجين ويعني مولد للغاز ومنه المصطلح الإنجليزي وود غاز جينيريتر
انتج الغازوجين في نهاية القرن 18 من طرف الفرنسي فيليب لوبون Philippe Lebon في 1786 حيث تمكن من تحويل وقود صلب إلى وقود غازي
استعمل اولا في ورشات الحدادة ثم انتشر ليضئ المنازل والمدن
تمكن روبير الفرنسي من صنع مصباح خاص يعمل بالغازوجين وعرف باسم مصباح روير الغازوجيني
ان الفرنسي جورج امبار Georges Imbert هو الذي صمم أول نظام محرك يعل بالغازوجين
انتشر استعمال محركات الغازوجين في الحرب العالمية الثانية في فرنسا ومستعمراتها نتيجة نذرة البنزين والأنواع الوقود الأخرى
يقوم الآن الهواة باعادة تصميع محركات تسير بالغازوجين